# MF Doom
Daniel Dumile (Hounslow, London, 13. srpnja 1971. – Leeds, Ujedinjeno Kraljevstvo, 3. listopada 2020.), poznatiji pod umjetničkim imenom MF Doom (ili često stilizirano: MF DOOM), bio je britansko-američki reper, tekstopisac i glazbeni producent. Bio je prepoznatljiv po svojoj "igri riječima", mističnom imidžu s metalnom maskom i likom "superzlikovca". Smatra se najistaknutijim umjetnikom alternativne i underground hip-hop scene tijekom 2000-ih godina. Poslije smrti, magazin Variety ga je nazvao "najslavljenijom, najnepredvidljivijom i najenigmatičnijom figurom svoje scene".

## Karijera
Iako rođen u Londonu, Velikoj Britaniji, u mladosti se preselio na Long Island u New Yorku. Karijeru je započeo 1988. godine kao član trija KMD, pod imenom Zev Love X. Grupa se raspala 1993. nakon smrti svog suradnika i brata DJ Subroca. Nakon stanke, ponovno se pojavio potkraj 1990-ih. Počeo je nastupati na događanjima s otvorenim mikrofonom dok je nosio metalnu masku koja podsjeća na onu "superzlikovca" iz Marvelovih serijala stripova Doctora Dooma, koji je prikazan na naslovnici njegovog debitantskog albuma Operation: Doomsday iz 1999. godine. Usvojio je osobnost MF Dooma i nakon toga se rijetko javno pojavljivao bez maske.
Tijekom svojeg najplodnijeg razdoblja, početkom do sredine 2000-ih, izdao je uvelike hvaljeni album Mm..Food u 2004. godini kao MF Doom, kao i albume objavljene pod pseudonimima King Geedorah i Viktor Vaughn. Madvillainy iste godine, snimljen s producentom Madlibom pod imenom Madvillain, često se navodi kao Dumileov magnum opus i smatra se albumom prekretnicom u hip-hopu. Nakon Madvillianyja uslijedila je još jedna hvaljena suradnja, The Mouse and the Mask u 2005., s producentom Danger Mouseom, objavljena pod imenom Danger Doom.

## Kasniji život i smrt
Iako je većinu života proveo u Sjedinjenim Državama, Dumile nikada nije dobio američko državljanstvo. 2010. odbijen mu je ponovni ulazak nakon povratka s međunarodne turneje za njegov šesti i posljednji solo album, Born Like This iz 2009. godine. Preselio se u London i, u svojim posljednjim godinama, uglavnom surađivao s drugim umjetnicima, objavljujući albume s Jneirom Jarelom (kao JJ Doom), Bishopom Nehruom (NehruvianDoom) i Czarfaceom (Czarface Meets Metal Face i Super What?).

### Smrt
U listopadu 2020. Dumile je primljen u Sveučilišnu bolnicu St James u Leedsu u Engleskoj nakon respiratornih problema. Dana 31. listopada umro je od angioedema, rijetke reakcije na lijek za krvni tlak koji mu je nedavno prepisan. Patio je od visokog krvnog tlaka i bolesti bubrega. Zbog karantene (COVID-19), Dumileovoj ženi, Jasmine, nije bilo dopušteno da ga posjeti u bolnicu do dana njegove smrti. Jasmine je objavila Dumileovu smrt 31. prosinca 2020. Uzrok smrti nije objavljen do srpnja 2023. Mnogi glazbenici odali su počast Dumileu. Dumileova instrumentalna pjesma iz 2004. "Coffin Nails" bila je uključena na popis za inauguraciju američkog predsjednika Joea Bidena. Uključivanje pjesme kritizirali su neki od Dumileovih obožavatelja, budući da je Biden bio potpredsjednik 2010. kada je Dumileu odbijen povratak u Sjedinjene Države.

## Osobni život
Dumile je bio u braku s Jasmine Dumile do njegove smrti u listopadu 2020. Par je imao petero djece.  Dumileov sin Malachi preminuo je u dobi od 14 godina iz neutvrđenih uzroka krajem 2017. godine.

## Diskografija

### Solo albumi
- Operation: Doomsday (1999.)
- Take Me to Your Leader (kao King Geedorah) (2003.)
- Vaudeville Villain (kao Victor Vaughn) (2003.)
- VV:2 (kao Victor Vaughn) (2004.)
- Mm..Food (2004.)
- Born Like This (kao Doom) (2009.)

### Suradnički albumi
- Mr. Hood (kao Zev Love X) s KMD-om (1991.)
- Black Bastards (kao Zev Love X) s KMD-om (2000.)
- Madvillainy (kao Madvillain) s Madlibom (2004.)
- Special Herbs + Spices Volume 1 s MF Grimmom (2004.)
- The Mouse and the Mask (kao Danger Doom)  s Dangerom Mouseom (2005.)
- Key to the Kuffs (kao JJ Doom) s Jneirom Jarelom (2012.)
- NehruvianDoom (kao NehruvianDoom) s Bishopom Nehruom (2014.)
- Czarface Meets Metal Face s Czarfaceom (2018.)
- Super What? s Czarfaceom (2021.)